# Scleria oligochondra
Scleria oligochondra är en halvgräsart som beskrevs av Ernest Nelmes. Scleria oligochondra ingår i släktet Scleria och familjen halvgräs.
Artens utbredningsområde är Kongo-Kinshasa. Inga underarter finns listade i Catalogue of Life.